# 波代尼鄉
44°51′N 22°33′E / 44.850°N 22.550°E
波代尼鄉（羅馬尼亞語：Comuna Podeni, Mehedinți），是羅馬尼亞的鄉份，位於該國西南部，由梅赫丁茨縣負責管轄，面積77平方公里，海拔高度673米，2007年人口1,018，人口密度每平方公里13人。